# Campionato italiano di Formula 3 1990
Il Campionato italiano di Formula 3 1990 fu il ventiseiesimo della serie. Fu vinto da Roberto Colciago della scuderia Premaracing su Reynard F893-Alfa Romeo.